# 其僚
其僚，魯国泉丘人之女的伙伴（僚），孟僖子的妾室。
泉丘（今山东省宁阳县、泗水县之间）人有一个女儿，梦到用她的帷幕覆盖了孟氏的祖庙。泉丘人之女私奔到孟僖子那里，她的同伴（其僚）也跟着去了。两个人与孟僖子在清丘的土地神庙里盟誓说：“有了儿子，不要丢弃我。”孟僖子让她们住在自己的别邑薳氏做妾。鲁昭公十一年（前531年），孟僖子会见邾庄公，在祲祥结盟，重修之前的友好。孟僖子从祲祥回来，住在薳氏那里，在泉丘的那个女人生了仲孙何忌（孟懿子）和仲孙阅（南宮敬叔）。其僚没有儿子，就让她抚养敬叔。